# F(x) (組合)
f(x)（韓語：에프엑스）是韓國SM娛樂於2009年推出的多國籍五人K-pop女子音樂團體，成員包括隊長中國籍Victoria、美籍台裔Amber、韓國籍Luna、Sulli、美韓雙籍Krystal。2009年9月5日以《LA chA TA》在MBC《Show! 音樂中心》正式出道。
2015年8月7日，Sulli宣布退出團體，團體以四人形式繼續活動。組合自2016年後便著重於個人活動。Victoria、Amber及Luna於2019年合約到期後離開公司；而Krystal則於2020年約滿離開。

## 成員列表
名字粗體字為隊長
| 成員列表    | 成員列表 | 成員列表 | 成員列表 | 成員列表 | 成員列表          | 成員列表                                                   | 成員列表 |
| 藝名        | 藝名     | 藝名     | 本名     | 本名     | 本名              | 出生日期 / 出生地                                          | 國籍     |
| 中文        | 谚文     | 英文     | 中文     | 谚文     | 英文/羅馬拼音     | 出生日期 / 出生地                                          | 國籍     |
| ----------- | -------- | -------- | -------- | -------- | ----------------- | ---------------------------------------------------------- | -------- |
| 宋茜        |          |          | 宋茜     |          |                   | 1987年2月2日 · 中国山東省青島市                            | 中国     |
| 安貝兒      |          |          | 劉逸雲   |          | [ 4 ]             | 1992年9月18日 · 美国加利福尼亞州洛杉磯                     | 美国     |
| 露娜        |          |          | 朴善英   |          |                   | 1993年8月12日 · 大韓民國首爾特別市                         |          |
| 水晶        |          |          | 鄭秀晶   |          | [ 5 ] [ 6 ] [ 7 ] | 1994年10月24日 · 美国加利福尼亞州舊金山                    | · 美国   |
| 已離開成員  |          |          |          |          |                   |                                                            |          |
| 雪莉 （歿） |          |          | 崔真理   |          |                   | 1994年3月29日－2019年10月14日（25歲） · 大韓民國釜山廣域市 |          |

### 成員變遷表
注：
- 紫線：專輯發行。
- 白線：已離開組合。
- 藍線：未與SM娛樂續約但仍為組合成員。

## 生涯與音樂事業

### 2009年－2010年

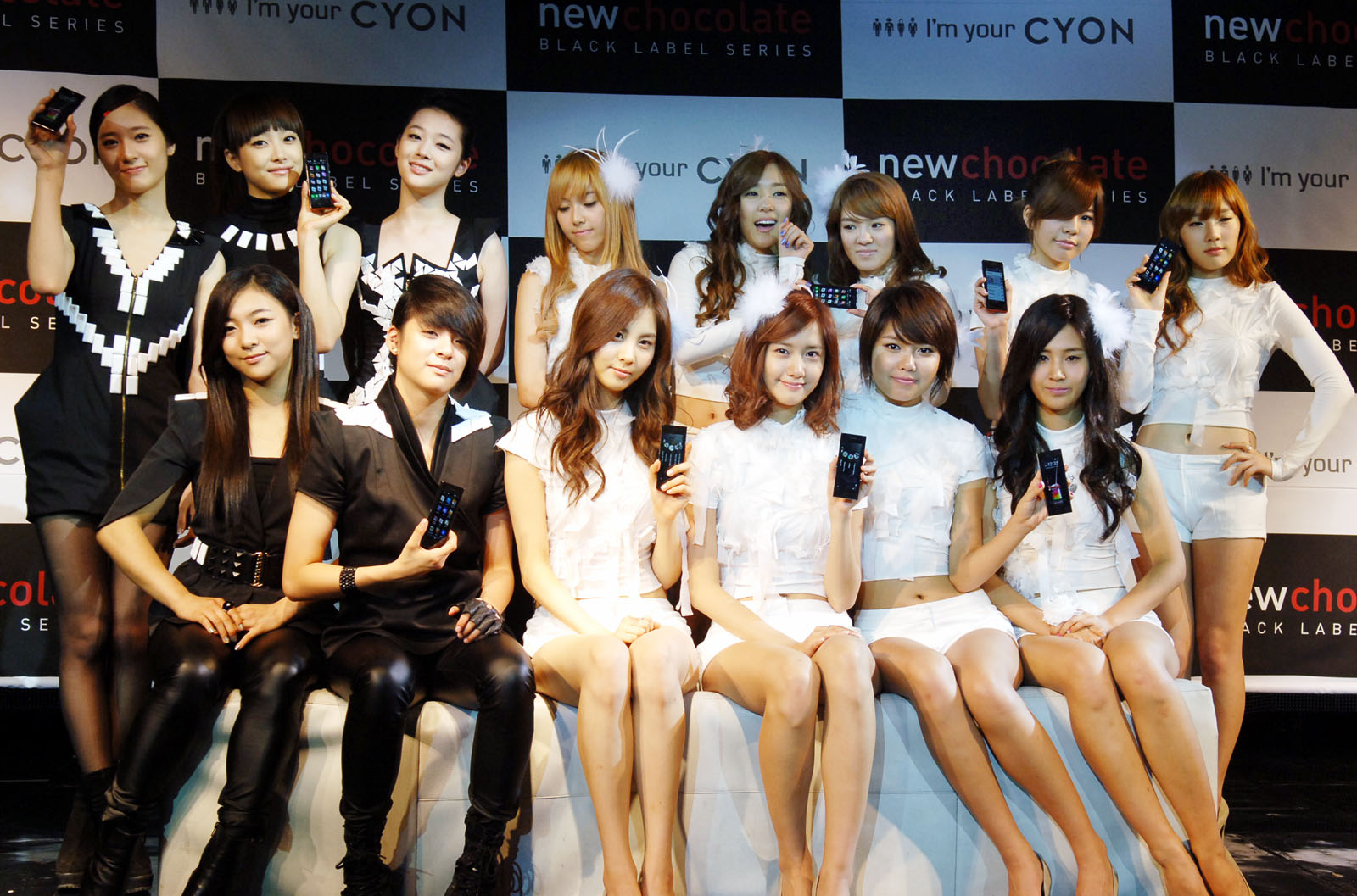
f(x)與少女時代一同參與LG「Chocolate」手機代言宣傳活動

2009年8月23日，SM娛樂透過YouTube公開一段長達1分14秒以「亞洲流行舞蹈團體（ASIA POP DANCE GROUP）」為題的預告片。9月1日，正式發行首張數位單曲《LA chA TA》的音源。9月2日，在首爾三成洞纖維中心進行首個公開演出和亮相並通過YouTube公開主打曲《LA chA TA》的MV。主打曲《LA chA TA》由曾為SM娛樂多個組合編寫歌曲的韓國作曲人Kenzie所製作，以睿智的歌詞和輕快的旋律製造清新明快的氣氛。9月5日，以該曲在MBC《Show! 音樂中心》正式出道。10月8日，與同門師姐少女時代共同代言LG「Chocolate」手機，並演繹廣告歌《Chocolate Love》的電子版。
以卓越的歌舞能力和組合成員各自充滿魅力的個性成為備受關注新人的f(x)宣佈發行首張單曲《Chu~♡》。11月5日，通過YouTube公開主打曲《Chu~♡》的MV。11月9日，正式發行首張單曲《Chu~♡》的音源和唱片。11月23日，成員Amber、Sulli和Krystal因患上甲型H1N1流感，取消在中國上海舉行的K-Pop Night演出活動並暫時中止演藝活動直至完全康復為止。被韓國媒體譽為有望將亞洲女子組合浪潮更新換代的f(x)，在年尾的韓國音樂頒獎典禮橫掃多個新人獎項，引起了各界的關注。
2010年5月4日，正式發行首張迷你專輯《NU ABO》的音源和唱片並通過YouTube公開主打曲《NU ABO》的MV。主打曲《NU ABO》的「化妝舞」在韓國掀起一種中性與溫柔兼備的可愛熱潮，更有不少藝人模仿該舞蹈。在《NU ABO》宣傳期期間，成員Amber因腳踝受傷的影響，在音樂節目舞台上需要坐在椅子表演。其後因情況惡化，回到美國洛杉磯進行休養。f(x)以四人活動形式繼續其他的宣傳行程。7月17日，開始宣傳《NU ABO》專輯中的歌曲〈Mr. Boogie〉，並分別於7月17日MBC《Show! 音樂中心》和7月18日SBS《人氣歌謠》在音樂節目舞台上表演。

### 2011年－2012年

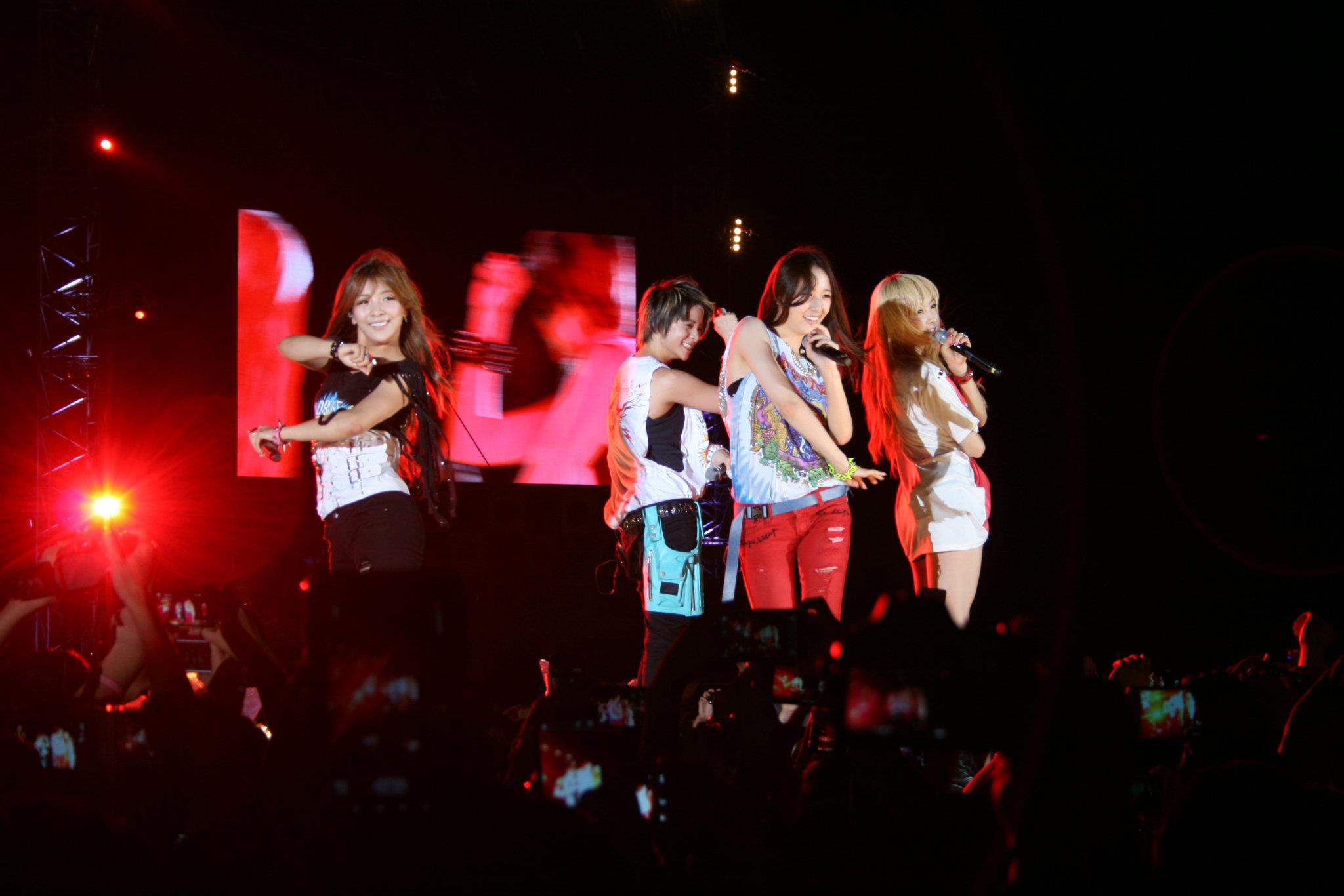
2012年7月12日f(x)在麗水世博會舞台上。（Sulli因劇集拍攝未能參加。）

2011年年初，SM娛樂宣佈f(x)計劃於上半年推出首張正規專輯。成員Amber自去年因腳踝受傷而回到美國洛杉磯休養，期間關於Amber將離開f(x)的謠言不斷。直至Amber回到韓國，出現在f(x)新一期的LG手機代言宣傳照及SM娛樂發表Amber將從f(x)回歸的公告後才打破謠言。1月26日，一張f(x)在舞蹈室為新專輯練習的照片於社交網站上流出，讓不少粉絲期待f(x)的合體回歸。4月7日，f(x)韓國官方網站釋出首張正規專輯《Pinocchio》的概念照。4月18日，通過YouTube公開主打曲《Pinocchio（Danger）》的MV。主打歌《Pinocchio（Danger）》是一首由強烈節拍和獨特吉他旋律組成的電子流行舞曲，透過嶄新的音樂突出成員的鮮明個性和實力，展現f(x)的另一種魅力。4月20日，正式發行首張正規專輯《Pinocchio》的音源和唱片。4月22日，於KBS《音樂銀行》公開《Pinocchio》回歸初舞台。f(x)憑著首張正規專輯《Pinocchio》首次摘下韓國音樂節目的一位，並贏得共八個一位。6月14日，正式發行首張正規改版專輯《Hot Summer》的音源和唱片。6月17日，通過YouTube公開主打曲《Hot Summer》的MV。該曲改编自德國女子組合Monrose於2007年推出的第二張正規專輯《Strictly Physical》收錄歌曲《Hot Summer》。《Hot Summer》在音樂節目中獲得了兩個第一位。截至該年底，首張正規專輯《Pinocchio》和首張正規改版專輯《Hot Summer》的唱片出貨量合共達10萬7669張，也再次見證f(x)的強大的獨特音樂力量已成功征服全世界的歌迷。
2012年6月10日，f(x)推出第二張迷你專輯《Electric Shock》，專輯概念照以五種動物造型面具而引人注目。
6月11日，通過YouTube公開主打曲《Electric Shock》的MV。6月13日，正式發行第二張迷你專輯《Electric Shock》的音源和唱片。在公開《Electric Shock》MV短短六天，突破一千萬人次觀看。該曲充滿了電力感和節奏感的電子風格，中毒性極強的副歌部分及精湛的舞蹈讓人印象深刻，歌詞中表現了墜入愛河的如同觸電般蘇蘇麻麻的感覺，以「Electric Shock」4個音節做成四行詩的歌詞，增添歌曲的趣味，展現出f(x)獨特、優異的風格。在六月第三週起在各大音樂節目囊括第一位，取得九個第一位的驚人成績。
發展順遂的f(x)計劃在下半年於日本出道並舉行公演。6月27日，推出f(x)日本官方網站，之後亦推出歌曲《Hot Summer》日本版MV，為f(x)的日本出道作準備。11月5日，f(x)日本官方網站公佈因為各種原因，f(x)日本出道公演臨時取消。11月30日，憑藉第二張迷你專輯《Electric Shock》獲得《第14屆Mnet亞洲音樂大獎》「最佳女子組合舞蹈表演」。

### 2013年
2013年3月12日，f(x)受邀出席在美國德克薩斯州Elysium Nightclub舉行的世界音樂節「SXSW South By Southwest 2013」，成為首個出席此音樂節的韓國偶像團體。3月28日，「FUNNY OR DIE」網站公開f(x)與好萊塢演員安娜·姬妲妮攜手拍攝的喜劇「Anna Kendrick goes K-Pop with f(x)」，成為首個參與FUNNY OR DIE拍攝的韓國偶像團體
。
7月17日，一個充滿復古風格的「藝術電影」被上載到SM娛樂的官方YouTube頻道，這標誌著f(x)將會回歸。這個視頻預告的特色是圍繞著「影子」並以收錄歌曲《Shadow》作插曲，成員Krystal念著英文旁白作為預告開頭，預告還剪輯了f(x)為《Pink Tape》拍攝唱片封面及內頁寫真的場景。7月19日，SM娛樂公開f(x)主打歌名稱與一系列復古風格的全新概念照。主打歌《初智齒（Rum Pum Pum Pum）》是一首神秘又具有中毒性的吉他彈奏和歡快的敲擊樂節奏非常突出的流行舞曲。增強歌曲節奏感的儀仗隊的聲音和「Rum Pum Pum Pum」這一歌詞相互交融，營造出歡快舒暢的氛圍。歌詞把初戀比喻成智齒，姍姍而來的初戀就像最後長出來的智齒會排擠別的牙齒，可充分感受到f(x)差別化的音樂色彩。7月24日，通過YouTube公開主打曲《Rum Pum Pum Pum》的MV。7月25日，於《M! Countdown》公開回歸初舞台。7月29日，正式發行第二張正規專輯《Pink Tape》的音源和唱片並透過由韓國著名搜索引擎網站NAVER舉辦的「f(x) Music Spoiler PLAY! PINK TAPE」去介紹新專輯製作過程、公開MV花絮影像等。主打歌《初智齒（Rum Pum Pum Pum）》在音源發佈後隨即登上包括MelOn、Mnet Music、Bugs、Soribada、Olleh Music、Naver Music、Daum Music、Monkey3和Cyworld在內的9個音源網站即時榜的一位。f(x)分別於8月7日《Show Champion》、8月8日《M! Countdown》、8月9日《音樂銀行》、8月11日《人氣歌謠》，在音樂節目上以主打歌《初智齒（Rum Pum Pum Pum）》共贏得4個一位。
12月13日,《初智齒（Rum Pum Pum Pum）》獲得「YouTube K-POP MV TOP10」第7名。12月18日，《Pink Tape》被美國音樂頻道FUSE TV選為「The 41 Best Albums of 2013」中的第22名，f(x)是韓國，也是亞洲區唯一入榜的歌手。12月23日，《Pink Tape》專輯主打歌《初智齒（Rum Pum Pum Pum）》被美國音樂雜誌Billboard選定為“20 Best K-Pop Songs of 2013”中第三位。
12月24日和25日，f(x)和EXO在韓國首爾國際展覽中心聯合舉行了兩場名為《SMTOWN WEEK f(x) & EXO Christmas Wonderland》的演唱會。

### 2014年
今年年初，f(x)憑藉第二張正規專輯《Pink Tape》獲得各大類型頒獎典禮的獎項，包括《第28屆金唱片獎》「唱片本賞」、第20屆《韓國演藝藝術賞》「最佳女子組合」和《第14屆音樂風雲榜》「海外優秀舞台演繹獎」。f(x)除了在《金唱片獎》表演《初智齒（Rum Pum Pum Pum）》外，成員Amber、Luna和Krystal更在舞台上演繹了少女時代的《THE BOYS》。
6月27日，被韓國媒體公認每張專輯都能展現給大家不一樣音樂風格和帶給大家不同色彩的f(x)，宣佈將在7月7日帶著第三張正規專輯《Red Light》回歸。6月30日和7月1日，在f(x)官方網站公開這次專輯中收錄的兩曲的事先試聽音源。據報導，因《Red Light》歌詞內容提及重型裝備製造廠商卡特彼勒的特定產品，被KBS認為有廣告意圖，所以遭判審查不合格。其後，SM娛樂為不讓f(x)於KBS2《音樂銀行》的回歸舞台上受到任何阻擾，將「卡特彼勒（Caterpillar）」一詞修改成「無限軌道」後再次提交審查並獲得通過。7月3日，通過YouTube公開主打曲《Red Light》的MV，並於Mnet《M! Countdown》首次公開因強烈的能量和節奏的轉折，形成令人印象深刻的Electric House風格的主打歌《Red Light》初舞台。此外，f(x)分別在音樂節目上表演由世界知名製作人Teddy Riley和Kenzie合作的一首凸顯獨特節奏的Urban R&B歌曲《MILK》
和運用大眾的曲調和特色的可愛並且感性的歌詞的Uptempo流行舞曲《All Night》。7月7日，正式發行第三張正規專輯《Red Light》的音源和唱片，包括Type A（Sleepy Cats）和Type B（Wild Cats）兩個專輯版本，當中共收錄了11首歌曲的，成員Amber亦參與收錄歌曲《Summer Lover》的作曲。7月16日，f(x)首次於手機應用程式KakaoTalk推出「Hello, f(x)」貼圖。
繼去年，f(x)第二張正規專輯《Pink Tape》被美國音樂頻道FUSE TV選為「The 41 Best Albums of 2013」後，FUSE TV於7月3日發表一篇「f(x) Are K-Pop's Top Hipsters With New Single "Red Light"（f(x)攜新專輯《Red Light》引領潮流）」的文章，並評價f(x)的第三張正規專輯《Red Light》是一首讓人仔細聆聽的帥氣冷酷而又絕妙的流行音樂。7月8日，美國billboard（告示牌）發佈了題為「f(x) Solidifies Brand of Quirky, Hipster Pop With 'Red Light' Album（f(x)憑藉新專輯《Red Light》穩固了自己獨有的獨特的音樂定位）」的文章並詳細介紹了此專輯，使f(x)全球性的人氣和地位再次獲得肯定。
7月17日，成員Sulli缺席《M! Countdown》、《音樂銀行》連日來的舞台活動。SM娛樂工作人員向韓國媒體OSEN表示Sulli因生病、身體不適的關係，而暫停f(x)的舞台活動在家休養，並將視乎Sulli身體恢復狀況來調整行程。其後，f(x)韓國官方網站突然刪除f(x)的宣傳行程，此舉引來許多關於Sulli將離開f(x)或f(x)將會解散的猜測。7月25日，官方公佈成員Sulli因持續性的惡意評論和失實謠言而身心疲憊，所以向經紀公司傳達了暫時想要休息的意願。此外，第三張正規專輯《Red Light》的舞台活動以7月20日的SBS《人氣歌謠》作結束，提前結束宣傳活動的主打歌《Red Light》共贏得5個一位。Victoria、Amber、Luna和Krystal會繼續以f(x)名義進行活動，參加8月15日舉行的SMTOWN首爾演唱會和其他海外活動。
8月7日，美國billboard（告示牌）發表一篇「Most Viewed K-Pop Videos in America vs. Around the World: July 2014（2014年7月最多人觀看的K-Pop音樂錄影帶：美國vs.全球）」的文章，主打歌《Red Light》的音樂錄影帶分別佔據了美國和全球排行榜的一位。8月18日，SM娛樂在世界最高權威《紅點設計大獎》獲得佳績，8個得獎作品中包括f(x)的第二張迷你專輯《Electric Shock》和第二張正規專輯《Pink Tape》。12月，《Red Light》成为了Tumblr的 'Year in Review 2014 - Most Reblogged Songs' Top 20。

### 2015年

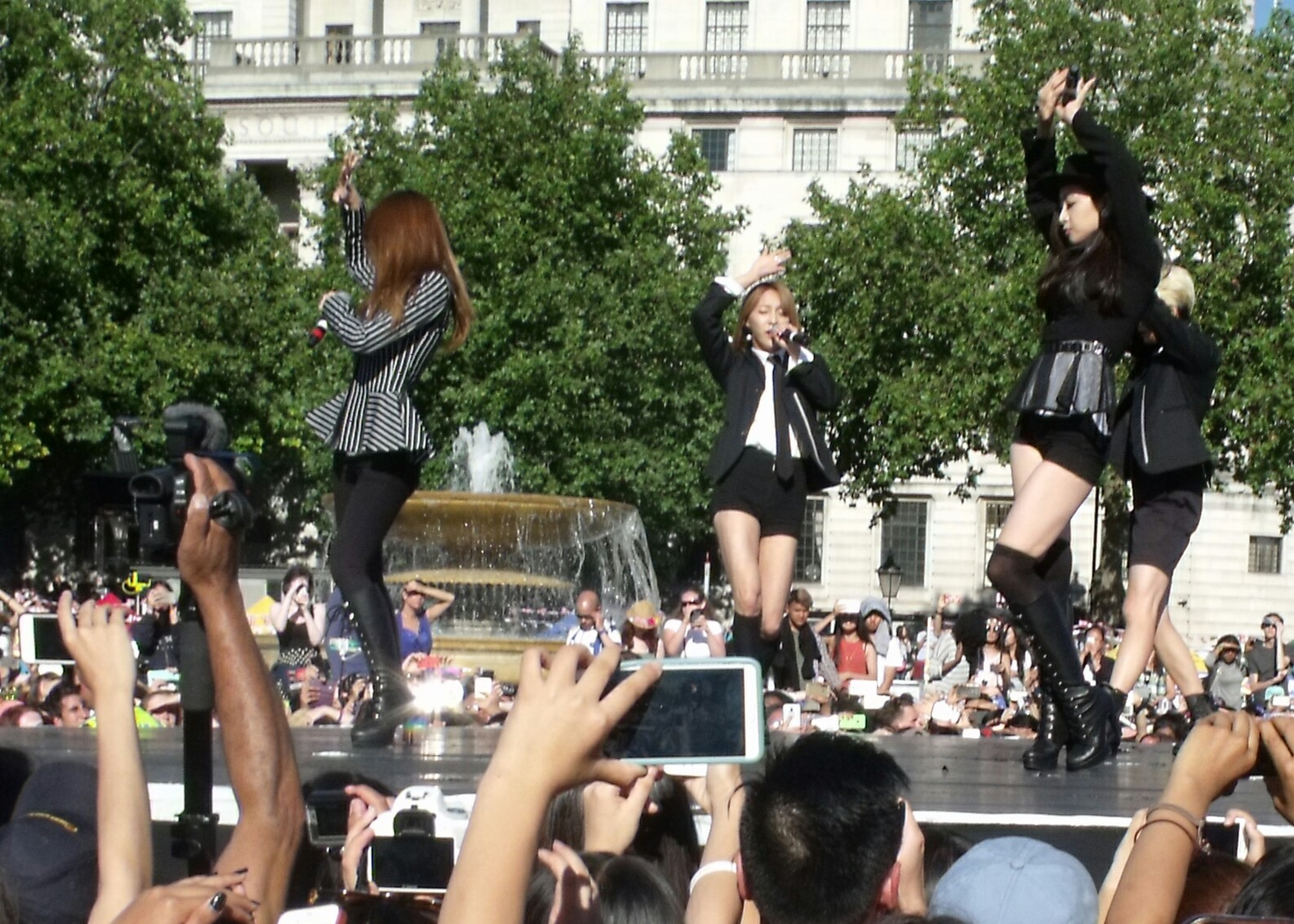
f(x)在英國倫敦特拉法加廣場舉行的「London Korean Festival 2015」舞台上。

2015年2月4日，SM娛樂於社交網站上傳了一張印有「Beautiful」字條的幸運餅乾並暗示Amber即將以個人身份出道。2月13日，Amber於KBS《音樂銀行》以首張迷你專輯《Beautiful》主打歌〈Shake That Brass〉正式個人出道。
5月29日，中國大陸社交網站微博傳出宋茜已單方面提出與SM娛樂正式解約的傳聞。5月30日，SM娛樂對此事件作出否認，並表示將為宋茜開設工作室進行中國國內的活動。6月25日，韓國媒體Herald經濟報導，Sulli將會退出f(x)並專心朝演員的方向前進，SM娛樂對此事件僅表示目前內部未確定Sulli未來動向，會慎重處理此事。
7月22日，發行日語特別单曲《SUMMER SPECIAL Pinocchio / Hot Summer》，单曲發行僅2天即登上日本oricon排行榜第4名。7月25日，在日本大阪舉辦「'SUMMER SPECIAL Pinocchio / Hot Summer' in Japan」宣傳活動。8月7日，SM娛樂通過韓國社交媒體表示尊重Sulli集中個人演技活動的意願，同意Sulli退出f(x)組合，今後f(x)將以四人組合繼續活動。8月9日，四人組f(x)受邀出席在英國倫敦特拉法加廣場舉行的「London Korean Festival 2015」，當日吸引近3萬名粉絲，此人氣備受關注，且為各家媒體爭相報導的內容，也成功在當地引起話題。9月22日，Cantara Global於社交網站Facebook公開f(x)舉辦騰訊專屬演唱會的宣傳視頻。9月30日，f(x)騰訊專屬演唱會於韓國京畿道議政府藝術殿堂舉行，綫上直播吸引146萬人觀看。
10月20日，SM娛樂為f(x)開設instagram帳戶並宣佈f(x)在時隔1年3個月後攜正規四輯《4 Walls》回歸。10月21日至26日，於首爾梨泰院舉辦[4 WALLS] AN EXHIBIT，首次以投影方式公開成員概念照。10月27日，正式發行第四張正規專輯《4 Walls》的音源並公開主打曲〈4 Walls〉的MV。10月28日，SM娛樂宣布f(x)將會於2016年1月30及31日在首爾奧林匹克公園的奧林匹克大廳舉辦出道六年來的首次單獨演唱會。f(x)以主打歌〈4 Walls〉在《M! Countdown》、《KBS音樂銀行》和《THE SHOW》音樂節目上共贏得5個一位。
12月2日，f(x)受英國電音組合Pet Shop Boys邀請出席第17屆《Mnet亞洲音樂大獎》進行合作舞台，f(x)更慿粉絲投票以高票數獲頒發〈海外粉絲票選女歌手〉。12月15日，發布SM冬季單曲企劃《WINTER GARDEN》第一部分，由f(x)演唱的歌曲音源〈Wish List〉。12月28日，由於首次單獨演唱會《f(x) the 1st concert DIMENSION 4–Docking Station》門票預售創下了全席售罄的記錄，SM娛樂因應粉絲強烈要求在1月29日加開第3場演出。

### 2016年－2018年
繼SM娛樂在2014年以《Electric Shock》和《Pink Tape》獲得《紅點設計大獎》的佳績後，今年以f(x)第四張正規專輯《4 Walls》獲得《IF產品設計獎2016》包裝設計部門獎的殊榮。
2016年1月29至31日，f(x)一連3天於首爾奧林匹克公園舉辦《f(x) the 1st concert DIMENSION 4–Docking Station》，並在演唱會上宣佈韓國官方粉絲名稱為「미유」（意思為 Me and You），3天演唱會合共吸引近9,000名粉絲共襄盛舉；2月20至28日，f(x)分別於日本東京、福岡、大阪、名古屋舉行日本巡迴演唱會《f(x) the 1st concert DIMENSION 4 – Docking Station in JAPAN》並在演唱會上首度公開了〈4 Walls〉的日文版；11月3日，f(x)以在橫濱體育館舉行的《f(x) the 1st concert DIMENSION 4 – Docking Station in JAPAN [Encore]》正式結束首場日本單獨巡迴演唱會，此次演唱會共造訪5個縣市，動員超過7萬餘人，正式為日本巡迴演唱會畫下完美句點。
2016年5月26日，SM娛樂宣佈Luna為f(x)第二位個人出道成員；5月31日，Luna發行首張個人專輯《Free Somebody》。
2016年7月22日，f(x)通過SM STATION發行了單曲《All Mine》；10月2日，Amber及Luna續《Wave》之後再次合作發行《Heartbeat》。
2016年10月16日，2012年6月發行的第二張迷你專輯中同名主打歌《Electric Shock》，歷經4年4個月後正式突破一億點閱率的大關，成為繼少女時代、2NE1後第三組MV突破一億點閱率的女子組合。
2016年11月2日，f(x)的日語單曲《4 Walls / COWBOY》正式發售，并公開了其中的第一首日文原唱曲目《COWBOY》。
2018年1月5日，Amber及Luna通過SM STATION發行單曲《Lower》；4月24日，Luna發行數位單曲《Night Reminiscin'》。

### 2019年－2021年
2019年9月1日，Amber於個人Instagram宣布與SM娛樂合約到期，離開公司，但未宣布離開團體；9月5日，Victoria於個人微博及Instagram宣布與SM娛樂合約到期，離開公司，但未宣布離開團體；SM娛樂正式發表聲明：「Victoria、Amber、Luna合約期滿不續約並離開公司，Krystal合約未到期將會作為演員繼續活動。」而團體部分並未表明會解散團體。
2019年10月14日，前成員Sulli被經紀人發現輕生離世。
2020年8月18日，Krystal與SM娛樂約滿不續約，正式離開公司。
2021年4月9日，Victoria與SM娛樂約滿終止，正式離開公司。
2023年
2023年9月5日，f(x)出道十四週年，Victoria当天在IG發文‘慶祝十四週年，f(x)’Victoria也在抖音上傳hot summer的影片，而成員Luna也發文「今天是Luna跟f(x)相遇14週年的日子，我會成為不為別人，而是堅持走自己夢想的道路，誠實有深度的藝人，粉絲們一直都很感謝你們，我愛你們。」
成员amber在微博发文“十四周年快乐！2009年9月5日今天在我脑海中不停重演。感谢你们在这段旅程里一直陪伴着我们，见证我们成为今天的我们。宋茜姐, Luna, Sulli, Krys, MeU爱你们! 💜”并在IG上发文“Happy 14 years! I’ve been playing Sept 5, 2009 over and over in my head today. Thank you being with us throughout all of our adventures and watching us grow into the people we are today. 빅언니,강아지,썰,뚜떵이, 미유 사랑한다 💜”

## 官方設定

### 團名由來及意義
團體名稱是用獨特的數學記號「函數」來命名的，就如同隨著x的價值不同就會有不同的結果數值一樣，在團員們多樣的才能與魅力之下，不光只是在韓國，更是在亞洲各國都會有全方位發展的意義存在，除此之外「f」是「flower」的縮寫，「x」又代表x的變化如同公式一樣，以擁有多元化的才能及無限魅力來展開絢麗多采的舞台活動，並滿懷抱負力求成為席捲全亞洲各國風潮的女子團體，所以延伸出f(x)像花一樣的女生們能代表亞洲成長為潮流指標，也有著成為亞洲最棒的流行舞蹈團體的抱負。

### 應援顏色
官方應援顏色為「長春花色」（Periwinkle）。
|                                        | 原文：I'm guessing this was in Beijing?I wanna thank the fans that supported us! I love the periwinkle ocean u guys!! 翻譯：我猜這是在北京？？我真的很感謝我們的粉絲們！我愛你們也愛長春花海！！ |
| ——Amber，2013年10月29日寫於個人Twitter | |

### 粉絲名稱
2016年1月31日，f(x)在首次單獨演唱會《f(x) the 1st concert DIMENSION 4–Docking Station》上公布韓國官方粉絲名稱為「미유（MeU）」，英文有著我和你的意思。2016年6月2日，f(x)日本官方網站公開招募f(x)日本官方歌迷會會員，粉絲名稱為「me(you) JAPAN」。

## 音樂作品
主條目：f(x)音樂作品列表、f(x)參演MV列表
| 正規專輯 - 2011: Pinocchio - 2011: Hot Summer（Repackage專輯） - 2013: Pink Tape - 2014: Red Light - 2015: 4 Walls 迷你專輯 - 2010: Nu ABO - 2012: Electric Shock 數位單曲 - 2009: LA chA TA 單曲專輯 - 2009: Chu~♡ 冬季特別單曲 - 2015: Wish List(12시 25분) SM STATION - 2016: All Mine | 數位單曲 - 2012: Hot Summer 單曲专辑 - 2015: SUMMER SPECIAL Pinocchio / Hot Summer - 2016: 4 Walls / COWBOY 單曲 - 2011: 1,2,3 (《2011 Winter SMTown - The Warmest Gift》) 單曲 - 2009: Lollipop |  |

## 影視作品
電影
- I AM. - SM家族青春傳記電影（2012年）
- SMTOWN LIVE in TOKYO SPECIAL EDITION -3D-（2012年）
- SMTOWN THE STAGE (2015年)

電視節目
- 《Hello f(x)》（2010年）
- 《f(x)'s Koala》（2010年－2011年）
- 《Amazing f(x)》（2013年）
- 《Go! f(x)》（2013年）
- 《f(x)=1cm》（2015年）

## 演唱會

### Showcase
| 日期                                                               | 舉行地點                                                        |
| f(x) 出道Showcase                                                  |                                                                 |
| 2009年9月2日                                                       | 韓國首爾三成洞纖維中心                                          |
| 泰國Showcase及簽名會                                               |                                                                 |
| 2010年3月20日                                                      | 曼谷Paragon Park                                                |
| 《I AM》Showcase                                                   |                                                                 |
| 2012年4月30日                                                      | CGV starium永登浦 (Victoria沒有出席)                            |
| f(x) Music Spoiler PLAY! PINK TAPE                                 |                                                                 |
| 2013年7月29日                                                      | Seoul Marina Club & Yacht                                       |
| f(x)《SUMMER SPECIAL Pinocchio / Hot Summer》 リリース記念イベント |                                                                 |
| 2015年7月24日                                                      | 日本阪急西宮花園4樓空中花園树之叶舞台 (Victoria、Sulli沒有出席) |

### 演唱會
- f(x)騰訊專屬演唱會《TENCENT K-POP LIVE 2015: f(x)》

| 日期          | 演唱會站次 | 舉行地點             |
| 2015年9月30日 | 京畿道站   | 京畿道議政府藝術殿堂 |

- f(x)首場單獨演唱會《f(x) the 1st concert DIMENSION 4–Docking Station》

| 日期                     | 演唱會站次 | 舉行地點                     |
| 2016年1月29-31日         | 首爾站     | 首爾奧林匹克公園奧林匹克大廳 |
| 2016年2月20-21日         | 東京站     | 有明競技場                   |
| 2016年2月23日            | 福岡站     | 福岡太陽宮                   |
| 2016年2月25-26日         | 大阪站     | ORIX劇場                     |
| 2016年2月28日            | 名古屋站   | 日本特殊陶業市民會館         |
| 2016年11月2-3日 (Encore) | 神奈川站   | 橫濱體育館                   |

### SMTOWN家族演唱會
- SMTOWN Live'10 World Tour （2010－2011）
- SMTOWN Live World Tour Ⅲ （2012－2013）
- SMTOWN WEEK （2013）
- SMTOWN Live World Tour Ⅳ （2014-2015）
- SMTOWN Live World Tour V （2016）
- SMTOWN Live World Tour VI （2017）

### 其他大型演唱會
| 年份        | 日期                 | 演唱會名稱                                            | 舉行地點                        |
| 2009年      | 10月6日              | 第11屆中韓歌會                                        | 青島奧帆中心大劇場              |
| 2009年      | 10月10日             | 2009梦想演唱会                                        | 首爾世界盃競技場                |
| 2009年      | 12月19日-20日        | 少女时代首次亚洲巡回演唱会                            | 首爾奧林匹克公園擊劍運動場      |
| 2010年      | 2月27日-28日(Encore) | 少女时代首次亚洲巡回演唱会                            | 首爾奧林匹克公園擊劍運動場      |
| 2010年      | 5月22日              | 2010梦想演唱会                                        | 首爾世界盃競技場                |
| 2010年      | 7月6日               | 韓國KBS瀋陽演唱會                                     | 瀋陽奧林匹克體育中心            |
| 2010年      | 8月14日-10月23日     | SUPER JUNIOR WORLD TOUR "SUPER SHOW 3"                | 首尔 & 北京站 (Sulli & Krystal) |
| 2010年      | 11月27日             | 樂天免稅店家族演唱會                                  | 首尔奥林匹克体操竞技场          |
| 2011年      | 5月14日              | 韓流大型慈善演唱會                                    | 埼玉競技場                      |
| 2011年      | 5月28日              | 2011梦想演唱会                                        | 首爾世界盃競技場                |
| 2011年      | 8月13日              | 2011仁川韓流演唱會                                    | 仁川文鶴競技場                  |
| 2011年      | 8月23日              | KPOP Girls in Love LIVE IN HONG KONG                  | 亞洲國際博覽館                  |
| 2011年      | 9月25日              | 三國演藝—中日韓風雲音樂盛典                           | 北京国家体育场                  |
| 2011年      | 11月26日             | M Live by CJ, MO.A 2011 in Kaohsiung 大韓流•大高雄    | 高雄市現代化綜合體育館          |
| 2011年      | 12月3日              | 2011 MO.A CJ E&M Global Concert Brand M-LIVE          | MBPJ體育館                      |
| 2011-2012年 | 11月19日- 5月13日    | SUPER JUNIOR WORLD TOUR SUPER SHOW 4                  |                                 |
| 2012年      | 5月22日              | MBC Korean Music Wave in Google 演唱會                | Shoreline Amphitheatre          |
| 2012年      | 6月23日              | Music Bank in Hong Kong 2012                          | 亞洲國際博覽館                  |
| 2012年      | 7月27日              | 2012麗水世博公演                                      | 2012年麗水世界博覽會            |
| 2012年      | 9月14日              | 2012 K-pop Music in China                             | 上海體育場                      |
| 2012年      | 11月11日             | 2012獻愛心演唱會                                      | 首爾世界盃競技場                |
| 2012年      | 12月27日             | 2013四川卫视新年晚会                                  | 成都市体育中心                  |
| 2013年      | 1月26日              | 2013台視紅白藝能大賞                                  | 臺北小巨蛋                      |
| 2013年      | 2月4日               | 湖南衛視春晚2013                                      | 中央电视台一号演播大厅          |
| 2013年      | 3月12日              | 2013 SXSW音樂盛典                                     | Elysium Nightclub               |
| 2013年      | 7月1日               | 香港巨蛋音樂節                                        | 啟德機場                        |
| 2013年      | 8月24－25日          | 2013 KCON M!Countdown What's Up LA演唱會              | 洛杉矶纪念体育竞技场            |
| 2013年      | 12月31日             | 2013-2014湖南衛視跨年演唱會                           | 湖南國際會展中心                |
| 2014年      | 3月22日              | Simply K-POP TOUR 2014 IN SHANGHAI - 2014韓國歌謠盛典 | 梅赛德斯奔驰文化中心            |
| 2014年      | 7月1日               | 香港巨蛋音樂節                                        | 啟德機場                        |
| 2014年      | 11月16日             | 2014 Best of Best in Guangzhou                        | 廣州國際體育演藝中心            |
| 2015年      | 8月2日               | 2015釜山歌謠節（Amber、Luna）                         | 釜山松島海水浴場                |
| 2015年      | 8月9日               | London Korean Festival 2015                           | 特拉法加廣場                    |
| 2015年      | 8月14日              | 紀念韓國光復70週年演唱會（Amber、Luna）               | 仁川亞運主體育場                |
| 2015年      | 8月29日              | A-nation stadium fes. （Amber、Luna、Krystal）        | 東京體育場                      |
| 2015年      | 10月25日             | 2015 K-POP Jeju Festival                              | 济州岛世界杯竞技场              |
| 2015年      | 10月31日             | UNIKOREA CULTURE WEEK                                 | 臨津閣和平公園的露天劇場        |
| 2015年      | 11月4日              | 第17屆中韓歌會                                        | 北京大兴星光影视园              |
| 2015年      | 12月31日             | 2015-2016湖南衛視跨年演唱會（Victoria）               | 北京中国国家体育馆              |
| 2015年      | 12月31日             | 央视启航2016跨年晚会（Amber、Luna、Krystal）          | 北京央视新台址E01演播室         |
| 2016年      | 6月2日               | KCON 2016 France（Amber、Luna、Krystal）              | 法國巴黎 Accor Hotels Arena     |
| 2016年      | 7月30日              | KCON 2016 LA（Amber）                                 | LA convention Center            |

## 獎項與榮譽
f(x)作為2009年出道的韓國流行音樂新人，已獲得《2009 Bugs Music Awards》「最佳新人」、《Cyworld數位音樂獎》「九月份最佳新人」、《第17屆韓國文化演藝大獎》「最佳新人獎」和《第17屆大韓民國演藝藝術賞》「最佳新人歌手獎」，也入圍了《第11屆Mnet亞洲音樂大獎》「最佳新人女子組合」和《第18屆首爾音樂獎》「新人賞」。f(x)出道兩年後，首次摘下韓國音樂節目的獎項，並憑首張正規專輯《Pinocchio》拿下《第26屆金唱片獎》「唱片本賞」和《2011 Bugs Music Awards》「年度最佳MV」。
f(x)的「亞洲流行舞蹈團體」身份，在《第14屆Mnet亞洲音樂大獎》上得到肯定，獲頒「最佳女子組合舞蹈表演」。於2012年以第二張迷你專輯《Electric Shock》橫掃多個韓國音樂頒獎典禮獎項，包括《第27屆金唱片獎》「音源本賞」、《第10屆韓國音樂大獎》「最佳電子&舞曲歌曲」、《第22屆首爾音樂獎》「本賞」，同時在《Korean Update Awards》獲得「最佳專輯」、「最佳女子組合」和「最佳全球女子組合」。自2012年起，分別在《大韓民國演藝藝術賞》和《SBS MTV Best of The Best》連續3年獲頒「最佳女子組合」。
f(x)的第二張正規專輯《Pink Tape》在國際上獲得高度認可，包括在韓國流行音樂中唯一獲得此項殊榮的美國FUSE TV《The 41 Best Albums of 2013》「第22位」、美國音樂雜誌Billboard《20 Best K-Pop Songs of 2013: K-Town Picks》「第3位」、英國雜誌Dazed《2013 K-Pop song top 10》「第6位」、影片分享網站YouTube《K-Pop Music Video Top 10 (Global)》「第7位」等。f(x)憑著精湛的舞蹈，首次在華語樂壇上獲頒《第14屆音樂風雲榜》「海外優秀舞台演繹獎（組委會獎項）」。
f(x)以4人形式發行的的第四張正規專輯《4 Walls》在國際上再次獲得高度認可，繼2013年的第二張正規專輯《Pink Tape》在美國音樂雜誌Billboard《20 Best K-Pop Songs of 2013: K-Town Picks》取得第三名的成績外，今年再次以第四張正規專輯《4 Walls》進入美國音樂雜誌Billboard《20 Best K-Pop Songs of 2015: K-Town Picks》「第1位」，成功為f(x)創造新紀錄。

### 主要音樂節目榜單排名
| 主打歌曲成績 | 主打歌曲成績                                                                                        | 主打歌曲成績          | 主打歌曲成績        | 主打歌曲成績           | 主打歌曲成績     | 主打歌曲成績         | 主打歌曲成績                | 主打歌曲成績             |
| --- | --------------------------------------------------------------------------------------------------- | --------------------- | ------------------- | ---------------------- | ---------------- | -------------------- | --------------------------- | ------------------------ |
| 專輯 | 歌曲                                                                                                | Mnet 《M! Countdown》 | KBS2 《Music Bank》 | MBC 《Show! 音樂中心》 | SBS 《人氣歌謠》 | SBS MTV 《THE SHOW》 | MBC Music 《Show Champion》 | 備註                     |
| 2009年 | |                       |                     |                        |                  |                      |                             |                          |
| LA chA TA | LA chA TA                                                                                           | ×                     | 12                  |                        | TAKE 7           |                      |                             | 出道                     |
| Chu~♡ | Chu~♡                                                                                               | ×                     | 12                  |                        | TAKE 7           |                      |                             |                          |
| 2010年 | |                       |                     |                        |                  |                      |                             |                          |
| Nu ABO | Nu ABO                                                                                              | ×                     | 4                   |                        | TAKE 7           |                      |                             |                          |
| 2011年 | |                       |                     |                        |                  |                      |                             |                          |
| Pinocchio | Pinocchio (Danger)                                                                                  | [1]                   | (1)                 |                        | [1]              |                      |                             | 三台冠軍歌曲             |
| Hot Summer | Hot Summer                                                                                          | 1                     | 4                   |                        | 1                |                      |                             | 兩台冠軍歌曲             |
| 2012年 | |                       |                     |                        |                  |                      |                             |                          |
| Electric Shock | Electric Shock                                                                                      | [1]                   | (1)                 |                        | (1)              |                      | (1)                         | 四台冠軍歌曲             |
| 2013年 | |                       |                     |                        |                  |                      |                             |                          |
| Pink Tape | Rum Pum Pum Pum                                                                                     | 1                     | 1                   | /                      | 1                |                      | 1                           | 四台冠軍歌曲             |
| 2014年 | |                       |                     |                        |                  |                      |                             |                          |
| Red Light | Red Light                                                                                           | 1                     | 1                   | 1                      | 1                |                      | 1                           | 五台冠軍歌曲             |
| 2015年 | |                       |                     |                        |                  |                      |                             |                          |
| 4 Walls | 4 Walls                                                                                             | (1)                   | (1)                 | 2                      | 2                | 1                    | 3                           | 三台冠軍歌曲             |
| 2016年 | |                       |                     |                        |                  |                      |                             |                          |
| All Mine | All Mine                                                                                            | /                     | 9                   |                        | 6                | /                    | /                           | 純推出單曲，沒有打歌宣傳 |
| \| - 「/」表示未有相關資料 - 「(1)」：兩星期冠軍 - 「[1]」：三星期冠軍 \| - 「*」：打榜中 - 「 」：該段時期未有設立排行榜 - 「×」：SM娛樂與Mnet關係破裂，拒絕旗下藝人參與表演 \| | |                       |                     |                        |                  |                      |                             |                          |
| - 「/」表示未有相關資料 - 「(1)」：兩星期冠軍 - 「[1]」：三星期冠軍 | - 「*」：打榜中 - 「 」：該段時期未有設立排行榜 - 「×」：SM娛樂與Mnet關係破裂，拒絕旗下藝人參與表演 |                       |                     |                        |                  |                      |                             |                          |

| 各台冠軍歌曲獎座統計                                 | 各台冠軍歌曲獎座統計 | 各台冠軍歌曲獎座統計 | 各台冠軍歌曲獎座統計 | 各台冠軍歌曲獎座統計 | 各台冠軍歌曲獎座統計 |
| Mnet                                                 | KBS                  | MBC                  | SBS                  | SBS MTV              | MBC MUSIC            |
| ---------------------------------------------------- | -------------------- | -------------------- | -------------------- | -------------------- | -------------------- |
| 11                                                   | 8                    | 1                    | 8                    | 1                    | 4                    |
| 一位總數：33 四台冠軍歌曲總數：2 五台冠軍歌曲總數：1 |                      |                      |                      |                      |                      |

## 外部連結
官方網站
- 韓國官方網站
- 台灣官方網站（繁體中文）
- 日本官方網站（日語）

社交網站
- f(x)的Facebook專頁
- f(x)的Instagram帳戶
- YouTube上的f(x)頻道

1. ↑  Three-act without leader Victoria performance at SM Town Live 2019 in Tokyo concert